# Chaetomium mareoticum
Chaetomium mareoticum är en svampart som beskrevs av Besada & Yusef 1969. Chaetomium mareoticum ingår i släktet Chaetomium och familjen Chaetomiaceae.   Inga underarter finns listade i Catalogue of Life.